# William Herschel
Sir Frederick William Herschel (født 15. november 1738, død 25. august 1822) var en tyskfødt, britisk astronom og komponist, som blev berømt for at have opdaget Uranus. Han opdagede ligeledes infrarød stråling og gjorde mange astronomiske opdagelser.

## Baggrund
Han var døbt Wilhelm Friedrich Herschel og voksede op i Hannover, der dengang var et kurfyrstedømme i union med England. I 1756 udbrød der krig på kontinentet, den preussiske syvårskrig, hvor Storbritannien-Hannover og Preussen kæmpede mod Rusland, Østrig, Frankrig, Spanien, Sverige og flere tyske stater. Den unge Wilhelm blev sendt til London, hvor han boede en tid og skiftede navn til William, før han slog sig ned i Bath og efterhånden fik selskab af sin søster Caroline. Hun havde haft tyfus som tiårig og forblev hele livet lille. I Bath blev Herschel en central skikkelse i byens musikliv. Han spillede orgel, spinet, violin og obo, underviste i flere instrumenter, komponerede symfonier og salmer, og blev ansat som organist i byens berømte Octagon Chapel, men så blev han fanget af astronomien efter at have læst A Complete System of Optics af Robert Smith, der var astronom i Cambridge.  Med iver og entusiasme tog Herschel nu fat på at konstruere sine egne teleskoper, og blev efterhånden en mester i faget, men da han havde meget lidt kontakt med andre astronomer, anede han ikke, hvor fremragende hans teleskoper faktisk var. Det var en sensation, da han en martsnat i 1781 opdagede planeten, der senere fik navnet Uranus, men da han oplyste, hvor kraftigt hans teleskop var, blev han afvist som en svindler. Imidlertid demonstrerede han sit teleskop for Nevil Maskelyne, som var kongelig astronom ved observatoriet i Greenwich, og henvist til et teleskop, der forstørrede 270 gange, mens Herschels hjemmelavede teleskop forstørrede 6.500 gange. Kong George III udnævnte ham dernæst til sin private stjernekigger, hvad han også blev lønnet for. De to var jo nærmest landsmænd, da kongens egen slægt stammede fra Hannover. I 1788 flyttede Herschel til Slough, hvor han blev boende resten af sit liv. Hans søster Caroline, der hjalp ham med observationerne, fulgte med. Da Herschel døde i en alder af 84 år (der tilsvarer Uranus' omløbstid om solen), havde han identificeret over et tusinde dobbeltstjerner, lavet et katalog over 2.500 stjernetåger (før Herschel kendte man bare hundreder af dem), opdaget to nye måner rundt om Saturn, beregnet ringenes omløb, samt opdaget årstidsforandringerne ved polkalotterne på Mars. 

## Jagten på udenjordisk liv
En vigtig drivkraft for Herschel var ønsket om at finde udenjordisk liv. Han indsendte et studie til Royal Society, med titlen "Astronomiske observationer af Månens fjelde". Her skrev han, at man kunne regne det som næsten sikkert, at der fandtes levende væsner på Månen. Nevil Maskelyne spurgte ham, hvad der lå til grund for den opfattelse, og Herschel svarede i et brev: "Hvem kan sige, at det ikke er højst sandsynligt, nej, faktisk hævet over tvivl, at der må findes indbyggere på Månen af en eller anden slags?" Nogle år forinden havde han faktisk set noget, han kaldte "vækster" og tolkede som skov, og Månens cirkelformede strukturer tolkede han som byer. Han mente, at hvis man fulgte godt nok med, ville man over tid se disse byer blive rejst, ved at cirkler sagte formede sig på Månens overflade. Det gjaldt derfor om at holde Månen under jævnlig overvågning. I 1783 udtrykte Herschel ærgrelse over, at hans månestudier blev afbrudt af hans opdagelse af Uranus. I 1795 hævdede han, at også Solen var en fuldt beboelig planet. Efter hans opfattelse var overfladen kølig og skjult bag en glødende atmosfære, og solpletterne var rifter i denne atmosfære, hvorigennem man skimter planetens egentlige overflade, som godt kunne befolkes af "væsner med organer tilpasset de særlige forhold på den store klode". 

## Herschel-teleskopet
William Herschel-teleskopet på 4,2 m har siden 1987 observeret fra øen La Palma, de Kanariske Øer.  14. maj 2009 opsendte den europæiske rumfartsstyrelse rumteleskopet Herschel, ligeledes opkaldt efter William Herschel. Det skal observere de fjerne galakser i infrarød stråling. 